# Il ventaglio (film 1949)
Il ventaglio (The Fan) è un film del 1949 diretto da Otto Preminger.

## Trama
La signora Windermare, una nobildonna londinese, crede che il marito la tradisca e, per ripicca, ha un'avventura con un altro uomo. In realtà, la supposta amante del coniuge è la vera madre di Lady Windermare, che aveva abbandonato la figlia quando era ancora piccola, per seguire un amante. La madre si riscatta salvando la figlia dallo scandalo.

## Produzione
La sceneggiatura, firmata da Dorothy Parker e Walter Reisch, si basa su Il ventaglio di Lady Windermere, commedia di Oscar Wilde andata in scena in prima a Londra il 20 febbraio 1892.
Le riprese del film, prodotto dalla Twentieth Century Fox, iniziarono a inizio luglio per concludersi a metà agosto 1948.

## Distribuzione
Distribuito dalla Twentieth Century Fox, il film fu presentato in prima a New York il 2 aprile 1949.